# Bränntjärnen (Ytterhogdals socken, Hälsingland, 688561-146431)
Bränntjärnen är en sjö i Härjedalens kommun i Hälsingland och ingår i Ljusnans huvudavrinningsområde.